# Steady-statetheorie
De steady-statetheorie is een kosmologische theorie die stelt dat het heelal er altijd was en altijd zal blijven uitdijen. Deze theorie is in maart 1948 onafhankelijk van elkaar door zowel Hermann Bondi en Thomas Gold als Fred Hoyle opgesteld als tegenhanger van de bigbangtheorie uit onvrede met het feit dat er in die theorie een begin (een 'scheppingsmoment') wordt aangenomen. In eerste instantie was er sprake van twee verschillende theorieën, maar later besloten de heren samen te werken.

## Beschrijving
De steady-statetheorie voldoet aan het volmaakt kosmologisch principe, of zoals Hoyle het noemt 'Wide Cosmological Principle', dat stelt dat het heelal er op grote schaal altijd hetzelfde uitziet, ongeacht de richting die men uitkijkt, ongeacht de plaats van de waarnemer en ongeacht het moment van waarnemen. Dat laatste maakt het tot een uitbreiding van het kosmologische principe, dat voor de oerknaltheorie geldt.
Omdat het tijdstip van waarnemen er volgens de theorie niet toe doet, zag het heelal er volgens de steady-statetheorie in een ver verleden net zo uit als nu. Uit waarnemingen bleek echter dat het heelal continu uitdijt. Om het uiterlijk van het heelal dan constant te laten zijn, moet die uitzetting met constante snelheid plaatsvinden. Dit betekent dat het heelal exponentieel uitzet. Daarnaast moet de dichtheid van het heelal gelijk blijven, zelfs als het heelal uitdijt. Dit zou kunnen door het continu 'bijmaken' van materie.
Dit is tegenstrijdig met de behoudswetten van energie/massa. Bondi en Gold gaven toe dat het behoud van energie en massa ongetwijfeld tot op zekere precisie klopt. Maar dat dat hen niet dwingt om aan te nemen dat het exact klopt. In het conflict met het volmaakt kosmologisch principe is er geen reden om aan te nemen dat het energie-massa behoud overeind blijft tot een oneindige grote precisie, veel preciezer dan experimenteel bewezen.

## Argumenten voor steady-state
Een van de belangrijkste uitkomsten van de steady-statetheorie is dat het mogelijk is een leeftijdsdistributie van sterrenstelsels te berekenen; het is uit te rekenen hoeveel sterrenstelsels er ouder zijn dan een bepaalde tijd. Daarnaast levert de steady-statetheorie een gemiddelde leeftijd van sterrenstelsels, namelijk {\displaystyle Ho/3}, waarbij Ho de hubbleconstante is. Dit komt overeen met 4,5 miljard jaar (Ga).
Rond 1950 was volgens de toenmalige versie van de bigbangtheorie de ouderdom van het heelal bepaald op 1,8 miljard jaar. Dit zou betekenen dat het heelal jonger zou zijn dan de Aarde. Dit sprak destijds in het voordeel van de aanhangers van de steady-statetheorie. Achteraf bleek dat dit was te wijten aan een onjuiste waarde van de hubbleconstante.

## Problemen
De steady-statetheorie deed allerlei falsifieerbare voorspellingen. Uit observaties bleek dat een aantal voorspellingen onjuist zijn. Dit leidde ertoe dat het steady-statetheorie moest worden verworpen.
Een van die observaties heeft betrekking op het aantal radiobronnen in het heelal. Te verwachten is dat hoe zwakker de bron is, des te groter de afstand is. Volgens de steady-statetheorie zijn de bronnen uniform verdeeld en neemt hun intensiteit niet af.
Op basis van bovengenoemde verwachtingen geldt het volgende:
Als je een bol neemt met straal r en op de rand radiobronnen met een bepaalde waargenomen intensiteit is het aantal, Nzwak, van die bronnen evenredig met het oppervlak van je bol, oftewel evenredig met {\displaystyle r^{2}}. De sterkere bronnen die zich dichter bij bevinden en dus in het gehele volume van de bol bevinden hebben een aantal, Nsterk, evenredig met het volume en dus evenredig met {\displaystyle r^{3}}. Een grafiek van de {\displaystyle \log {Nsterk}} uitgezet tegen {\displaystyle \log {Nzwak}} zou daarom een richtingscoëfficiënt moeten hebben van 3/2, oftewel 1,5. Uit waarnemingen bleek echter dat die richtingscoëfficiënt gelijk was aan 1,8.
Een ander punt is de verhouding tussen de verschillende elementen. Volgens de steady-statetheorie ontstaan alle zwaardere elementen in sterren, te beginnen met helium dat ontstaat uit waterstof. Het gevolg hiervan is dat de verhoudingen van een element tot waterstof recht evenredig met elkaar zijn. Hierdoor voorspelt het steady-statemodel dat een grafiek van twee verhoudingen altijd in de oorsprong begint. Uit waarnemingen blijkt dat dit voor de verhouding He/H en O/H in ieder geval niet klopt. Dit zou komen door het ontstaan van helium tijdens de Big Bang. Dit zorgt ervoor dat er al een bepaalde hoeveelheid helium is voordat er meer helium zal ontstaan door de kernfusie in sterren.
Ook kan de steady-statetheorie de verhouding van deuterium tot andere elementen niet verklaren. Deze is behoorlijk groot als het enkel door kernfusie zou worden geproduceerd. De hoeveelheden deuterium, tritium, helium en lithium zoals ze zijn waargenomen, komen ook overeen met de voorspelling van de bigbangtheorie.
De ontdekking van quasars door Maarten Schmidt in 1963 was een grote tegenslag voor de theorie. Quasars staan alleen op grote afstand, dat betekent dat het heelal er in een ver verleden anders uitzag en door de tijd heen dus wel degelijk verandert.
Een andere tegenslag was de ontdekking van de kosmische achtergrondstraling in 1965. Volgens de bigbangtheorie is dit een gevolg van de Big Bang. Dit lijkt niet te kloppen met de steady-statetheorie. Hoyle had samen met Wickramasinghe een alternatieve theorie voor het bestaan van deze achtergrondstraling. Deze theorie bleek onwaarschijnlijk en zodoende geen goed alternatief.
Hoyle e.a. hebben later de quasi steady-statetheorie gepubliceerd. Die ging uit van meerdere kleine Big Bangs om daarmee de kosmische achtergrondstraling te verklaren. Omdat ook deze theorie gebreken vertoonde, werd hij niet algemeen geaccepteerd.

## Aanmaak van elementen
Een punt van onderzoek in samenhang met de steady-statetheorie was de nucleosynthese. Volgens de oerknaltheorie zouden de elementen zwaarder dan waterstof bij de oerknal zijn aangemaakt. Volgens de steady-statetheorie moest dit in sterren gebeurd zijn. Beide groepen probeerden met behulp van berekeningen de mogelijkheid van hun eigen theorie te bewijzen. Tegenwoordig weet men dat op dit punt beiden gedeeltelijk gelijk hebben: helium, en kleine hoeveelheden deuterium en lithium zijn in de oerknal aangemaakt, terwijl zwaardere elementen zoals koolstof en zuurstof in sterren hun oorsprong vinden. Op deze wijze is de steady-statetheorie, hoewel inmiddels weerlegd, van belang geweest voor onze huidige kennis van het heelal.

## Einstein
In 2014 werd, door twee Ierse onderzoekers – Cormac O’Raifeartaigh en Brendan McCann (Waterford Institute of Technology), per toeval een manuscript van Albert Einstein ontdekt in Albert Einstein-archieven uit Jeruzalem. Het waren vier A4'tjes met tekst, formules en doorhalingen (Zie externe link: 'Het manuscript van Einstein'). Het is waarschijnlijk geschreven tijdens een trip naar Californië in 1931, omdat het geschreven werd op Amerikaans postpapier. In het manuscript speelt Einstein met het idee dat het heelal expandeert, maar toch niet verdunt, omdat er in de leegte steeds nieuwe materie ontstaat, een idee dat Fred Hoyle later in zijn Steady State theorie zou poneren.